# Kurt Heyndrickx
Kurt Heyndrickx (Sint-Niklaas, 30 de agosto de 1972) es un jinete belga que compitió en la modalidad de concurso completo. Ganó una medalla de bronce en el Campeonato Europeo de Concurso Completo de 1999, en la prueba por equipos.

## Palmarés internacional
| Campeonato Europeo | Campeonato Europeo   | Campeonato Europeo | Campeonato Europeo |
| Año                | Lugar                | Medalla            | Categoría          |
| ------------------ | -------------------- | ------------------ | ------------------ |
| 1999               | Luhmühlen (Alemania) | Medalla de bronce  | Por equipos        |